# Cengiz Ünder
Cengiz Ünder (n. 14 iulie 1997, Sındırgı⁠(d), Balıkesir, Turcia) este un fotbalist turc, care joacă pe post de mijlocaș lateral la Fenerbahçe în Süper Lig. Pe plan internațional, are prezențe la națională pentru Turcia U19⁠(d) și Turcia.

## Cariera pe echipe

### Primii ani
Ünder și-a început cariera la profesioniști la Altinordu, apoi a fost transferat de Bașakșehir. În primul sezon la Bașakșehir, a devenit unul dintre cei mai buni tineri jucători din campionat, marcând 7 goluri în 32 de meciuri în Süper Lig.

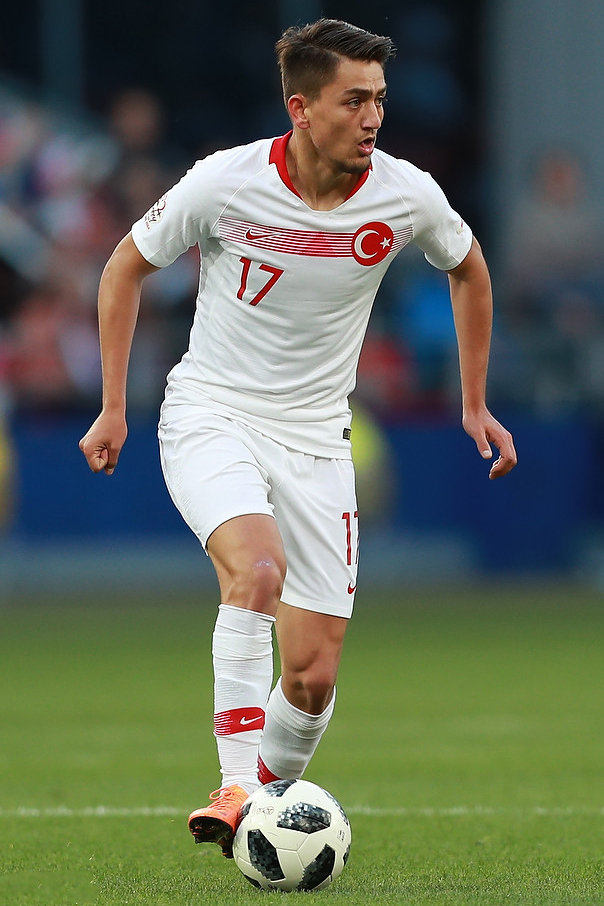
Ünder la naționala Turciei în 2018

Pe 14 iulie 2017, el a fost transferat de AS Roma pentru suma de 13,4 milioane de euro. A marcat primul său gol pentru Roma într-o victorie scor 1-0 asupra lui Hellas Verona în Serie A la 4 februarie 2018. În aceeași lună, a debutat în Liga Campionilor cu un gol, primul din meciul pierdut cu 1-2 cu Șahtior Donețk din turul șaisprezecimilor devenind cel mai tânăr jucător turc care a jucat vreodată în Liga Campionilor.

## Cariera la națională
Ünder a reprezentat Turcia la categoriile sub 18 și sub 19 ani ale echipei naționale de tineret a Turciei. În 2016 a fost convocat la echipa națională de fotbal a Turciei sub 21 de ani.
În noiembrie 2016, Ünder a fost convocat pentru prima dată la echipa națională a Turciei pentru meciul cu Kosovo. A marcat primul său gol la națională în al doilea meci jucat pentru țara sa într-o victorie din amicalul împotriva Moldovei în martie 2017.

## Statistici privind cariera

### Club
Din 12 mai 2019
| Club                | Sezon         | Campionat      | Ligă    | Ligă   | Cupă    | Cupă   | Europa  | Europa | Total   | Total  |
| Club                | Sezon         | Campionat      | Meciuri | Goluri | Meciuri | Goluri | Meciuri | Goluri | Meciuri | Goluri |
| ------------------- | ------------- | -------------- | ------- | ------ | ------- | ------ | ------- | ------ | ------- | ------ |
| Altınordu           | 2014-2015     | Prima Liga TFF | 20      | 5      | 6       | 0      | -       | -      | 26      | 5      |
| Altınordu           | 2015-2016     | Prima Liga TFF | 31      | 6      | 1       | 0      | -       | -      | 32      | 6      |
| Altınordu           | Total         | Total          | 51      | 11     | 7       | 0      | 0       | 0      | 58      | 11     |
| İstanbul Bașakșehir | 2016-2017     | Süper Lig      | 32      | 7      | 7       | 2      | 4       | 0      | 43      | 9      |
| AS Roma             | 2017-2018     | Serie A        | 26      | 7      | 1       | 0      | 5       | 1      | 32      | 8      |
| AS Roma             | 2018-2019     | Serie A        | 24      | 3      | 0       | 0      | 6       | 3      | 30      | 6      |
| AS Roma             | Total         | Total          | 50      | 10     | 1       | 0      | 11      | 4      | 62      | 14     |
| Total carieră       | Total carieră | Total carieră  | 133     | 28     | 15      | 2      | 15      | 4      | 163     | 34     |